# Susanne Brenner
Susanne Cecelia Brenner (* 24. Juli 1958) ist eine US-amerikanische Mathematikerin und Hochschullehrerin. Sie ist Boyd-Professorin an der Louisiana State University. Von 2021 bis 2022 war sie Präsidentin der Society for Industrial and Applied Mathematics (SIAM).

## Leben und Werk
Brenner absolvierte ihr Grundstudium in Mathematik und Deutsch am West Chester State College, wo sie 1980 ihren Bachelor-Abschluss erwarb. Danach studierte sie ein Jahr Mathematik und Deutsch an der Eberhard Karls Universität Tübingen. An der Stony Brook University erhielt sie 1982 den Master of Arts in Mathematik und an der University of Michigan 1985 den Master of Science in Angewandter Mathematik. Dort promovierte sie 1988 unter der gemeinsamen Betreuung von Jeffrey Rauch und L. Ridgway Scott mit der Dissertation: Multigrid Methods for Nonconforming Finite Elements.
Sie forschte an der Clarkson University und der University of South Carolina, bevor sie 2006 als Professorin an der Louisiana State University ernannt wurde. Dort hatte sie von 2010 bis 2015 die Michael-F.- und Roberta-Nesbit-McDonald-Professur und anschließend bis 2017 die Nicholson-Professur für Mathematik. Seit 2017 ist sie Boyd-Professorin der Louisiana State University. Sie hat eine gemeinsame Berufung mit dem Department of Mathematics und dem Center for Computation and Technology (CCT). Am CCT ist sie seit 2008 auch als Associate Director for Academic Affairs tätig.
Sie hatte Gastaufenthalte an Forschungseinrichtungen in China, Italien, Frankreich England, am Hausdorff Center for Mathematics in Bonn, am Indian Institute of Technology in Bombay, am Institute of Science in Bangalore, der Humboldt-Universität in Berlin.
Derzeit ist sie Managing Editor von Mathematics of Computation. Sie ist außerdem Mitglied der Redaktionsräte des SIAM-Journal on Numerical Analysis, Numerische Mathematik, Numerical Algorithms, Electronic Transactions on Numerical Analysis, des Journal of Numerical Mathematics und Computational Methods in Applied Mathematics. Sie ist außerdem Chefredakteurin der Buchreihe SIAM Classics in Applied Mathematics.
Sie ist seit 2016 Mitglied des National Science Foundation Advisory Committee for the Mathematical and Physical Sciences und seit 2012 des AMS Council (seit 2012). Sie war Mitglied des Electorate Nominating Committee for the American Association for the Advancement of Science (Section A) und von 2014 bis 2016 des SIAM Fellows Selection Committee (Vorsitzende von 2015 bis 2016). Sie ist ehemalige SIAM-Vizepräsidentin für Publikationen und war Mitglied des SIAM-Rates.
Sie ist in einem Spielkartenspiel mit namhaften Mathematikerinnen enthalten, das von der Association of Women in Mathematics veröffentlicht wurde.

## Auszeichnungen
- 2005: Humboldt-Forschungspreis der deutschen Alexander von Humboldt-Stiftung
- 2011: AWM-SIAM Sonia Kovalevsky Lecture Prize
- 2010: SIAM Fellow
- 2013: AMS Fellow
- 2012: AAAS Fellow
- 2020: AWM Fellow
- 2025: Blaise-Pascal-Medaille

## Mitgliedschaften
- American Association for the Advancement of Science (AAAS)
- Society for Industrial and Applied Mathematics
- American Mathematical Society (AWS)
- Association for Women in Mathematics (AWS)
- Mitglied der Advanced Grant Panels des European Research Council (ERC)
- Mitglied der Labex-Gremien der Agence Nationale de la Recherche (ANR)
- Mitglied der Exzellenzgremien der Deutschen Forschungsgemeinschaft (DFG)